# Hanyandar
Hanyandar (en persan : هنياندر romanisé en Hanyāndar et également connu sous le nom de Handyāndar) est un village de la province de Kermanshah en Iran. Lors du recensement de 2006, sa population était de 111 habitants pour 22 familles.